# Сабах III
Сабах ас-Салем аль-Мубарак ас-Сабах (араб. صباح السالم المبارك الصباح‎; 12 апреля 1913, Эль-Кувейт, Кувейт — 31 декабря 1977, Эль-Кувейт, Кувейт) — 2-й эмир Кувейта (1965—1977) из династии Аль Сабах.

## Биография
Получил домашнее образование.
Начал службу как комендант полиции (1938—1955), а затем стал главой департамента полиции (1953—1959).
Затем стал членом Верховного Совета (1955—1961), главой департамента здравоохранения (1959—1961) и департамента иностранных дел (1961—1962), вице-премьер-министром и министром иностранных дел (1962—1963).
После этого стал премьер-министром (1963—1965).
Назначен кронпринцем 29 октября 1962 года.
Наследовал сводному брату Абдалле ас-Салему ас-Сабаху 24 ноября 1965 года в качестве эмира, которым был в течение 12 лет.
Умер от рака 31 декабря 1977 года.

## Семья
- Первая жена (с 1936) — Мунира, дочь Фахада аль-Адвани.
- Вторая жена (с 14.01.1943) — Нурия, дочь правителя Кувейта Ахмеда I.

## Награды
1959 рыцарь ордена Святого Михаила и Святого Георгия

## Источник
- Генеалогический сайт Royal Ark